# Saint-Cyr-les-Colons
Saint-Cyr-les-Colons este o comună în departamentul Yonne, Franța. În 2009 avea o populație de 420 de locuitori.

## Evoluția populației
| An        | 1975 | 1982 | 1990 | 1999 | 2006 | 2009 |
| --------- | ---- | ---- | ---- | ---- | ---- | ---- |
| Populație | 393  | 364  | 355  | 344  | 403  | 420  |